# Даљина, дим и прашина
Даљина, дим и прашина је девети студијски албум српске музичке групе Бајага и инструктори. Албум је објављен 6. јуна 2012. године за издавачку кућу Long Play. Првобитно је био доступан само на компакт-диску, уз који је ишла и књига Водич кроз снове, сачињена од 70 одабраних песама Момчила Бајагића.

## О албуму
Албум је до маја 2013. године продат у 30.000 примерака. Још једном је најдужа песма у дискографији групе Бајага и инструктори (траје 8 минута и 21 секунду). Сингл Време нашао се на првом месту домаће топ-листе Дискомера за 2012. годину.

## Списак песама
Аутор текстова и музике за све песме је Момчило Бајагић. Аранжмане је урадио Војислав Аралица.
| №               | Назив                                 | Трајање |  |
| 1.              | Даљина, дим и прашина                 | 3:31    |  |
| 2.              | Суза                                  | 3:37    |  |
| 3.              | Мала уска хаљина                      | 3:43    |  |
| 4.              | Време                                 | 4:18    |  |
| 5.              | Ако треба да је крај                  | 5:40    |  |
| 6.              | Стари пут за Нови Сад                 | 4:08    |  |
| 7.              | Од сумрака до свитања                 | 3:45    |  |
| 8.              | Још једном                            | 8:21    |  |
| 9.              | Бежиш од мене, љубави (бонус песма)   | 3:25    |  |
| 10.             | Још једном (радио едит) (бонус песма) | 5:44    |  |
| Укупно трајање: | Укупно трајање:                       | 46:12   |  |

## Музичари
- Бајага и инструктори:
  - Момчило Бајагић — вокал, електрична гитара, акустична гитара, усна хармоника
  - Мирослав Цветковић — бас-гитара, пратећи вокали
  - Александар Локнер — клавијатуре, Хамондове оргуље
  - Жика Миленковић — пратећи вокали, акустична гитара
  - Чедомир Мацура — бубњеви, пратећи вокали
  - Марко Њежић — електрична гитара, пратећи вокали[5]

- Гости:
  - Дарија Ходник — пратећи вокали (2, 9)
  - Ивана Чабраја — пратећи вокали (2, 9)
  - Јадранка Кристоф — пратећи вокали (2, 9)
  - Бојана Рачић — пратећи вокали (5)
  - Невена Филиповић — пратећи вокали (5)
  - Драган Брнаш Фудо — пратећи вокали (9)
  - Владимир Павелић Буби — пратећи вокали (9)
  - Марко Кузмановић — бубњеви (2)
  - Дејан Момчиловић — бубњеви (4, 5)
  - Игор Малешевић — бубњеви (7)
  - Иван Алексијевић — клавијатуре (2)
  - Никола Демоња — тенор саксофон (2)
  - Милош Николић — труба, тромбон, флигел хорна (2, 8)
  - Никола Врањковић — електрична гитара (4)
  - Давор Родик — електрична гитара (6)
  - Александар Радојчић Шојка — удараљке (8)
  - Војислав Аралица — електрична гитара, акустична гитара, бас-гитара, клавијатуре, програмирање[1]

## Остале заслуге
- Војислав Аралица — продуцент
- Вук Попадић — дизајн омота
- Жаре Батиновић — фотографије[1]

## Рецензије
| Медиј     | Аутор рецензије   | Оцена          | Изв.  |
| --------- | ----------------- | -------------- | ----- |
| Балканрок | Милош Павловић    | 6/10 звездица  | [ 6 ] |
|           | Хаџо              | 3.5/5 звездица | [ 7 ] |
|           | Звонко Тучкар     | 2.5/5 звездица | [ 8 ] |
|           | Слободан Влакетић | без оцене      | [ 9 ] |